# Buitenplaats Leeuwenbergh

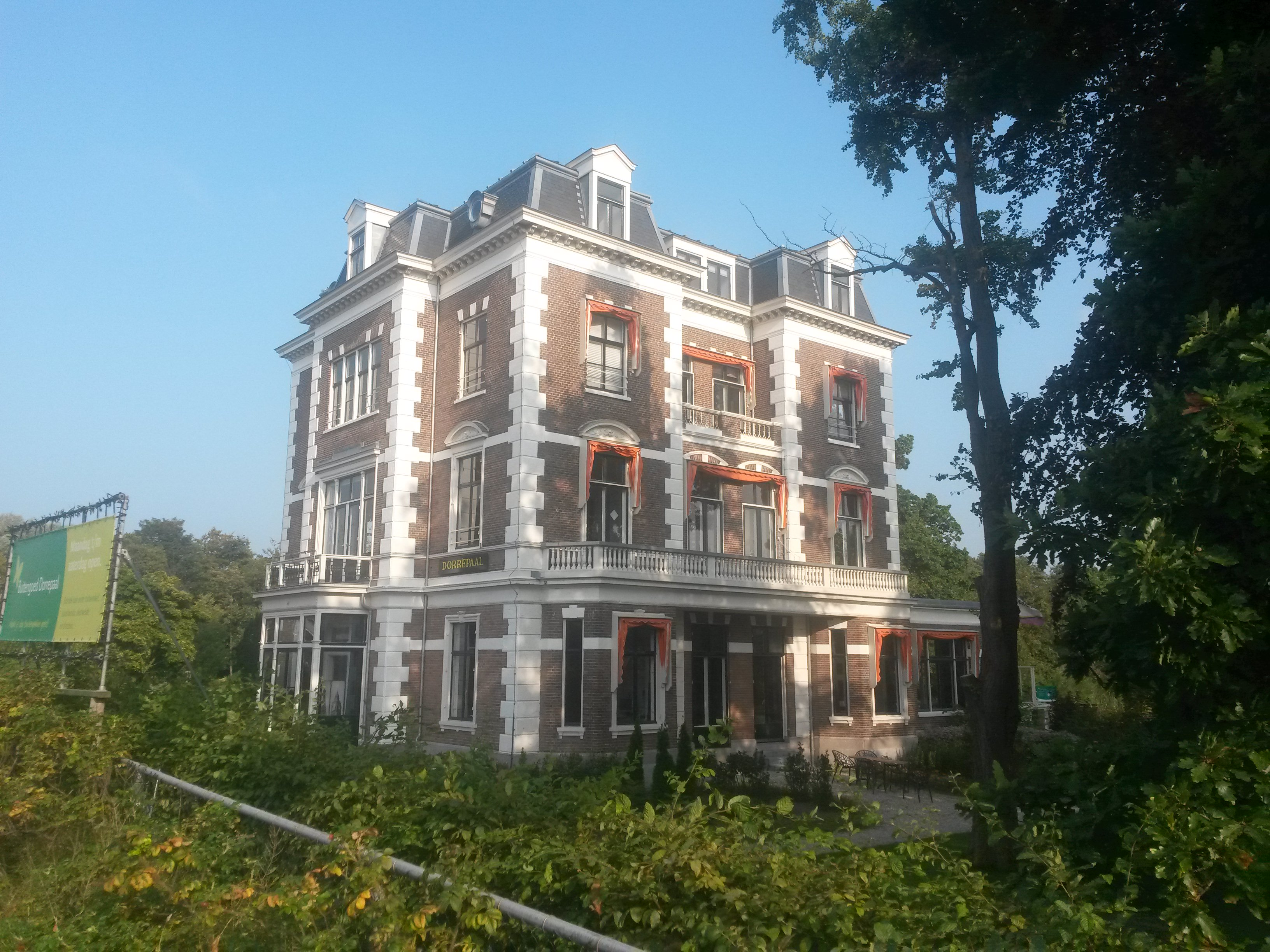
Villa Leeuwenbergh

Buitenplaats Leeuwenbergh was een buitenplaats aan de Westvlietweg in de Nederlandse plaats Leidschendam, onderdeel van de Zuid-Hollandse gemeente Leidschendam-Voorburg. Het huis werd oorspronkelijk rond 1640 gesticht door Lenaert Kettingh, lid van de Haagse vroedschap.
De bestaande villa dateert van 1880 en is in neorenaissancestijl gebouwd. In 1925 werd er in opdracht van Emalia Dorrepaal een derde woonlaag op het bouwwerk geplaatst omdat er een herstellingsoord in werd gevestigd. Huize Leeuwenbergh heet sindsdien in de wandeling Dorrepaal. 
Tijdens de meidagen van 1940 werd de villa door Nederlandse troepen onder George Maduro op Duitse parachutisten veroverd. Zij voerden een aanval uit vanuit de villa Heeswijk, die aan de andere oever van de Vliet lag, tegenover Dorrepaal. Maduro stak met een kleine groep militairen de Oude Tolbrug over, een gewaagde actie waarvoor hem postuum een Militaire Willemsorde werd toegekend. Het doel van deze actie was de vrije doorgang voor Nederlandse militairen over de Oude Tolbrug te herwinnen.
In de villa is een instelling gevestigd voor mensen met een verstandelijke beperking. Het gebouw is een gemeentelijk monument.
Achter het huis kwam een villaparkje tot stand genaamd Park Leeuwenbergh.